# Gubben Noach
Gubben Noach kan även avse pseudonymen för Carl Otto Ekström.
Gubben Noach, egentligen Om gubben Noach och hans fru, Fredmans sång n:o 35, är en dryckesvisa med text av Carl Michael Bellman. I modern tid har förenklade versioner av första versen spridits som barnvisa, och melodin använd också till Björnen sover. Sången blev en av Bellmans första stora framgångar, och är troligtvis fortfarande den mest kända av Bellmans visor.
Visan publicerades i den första utgåvan av Fredmans sånger 1791, men var redan då välkänd och spridd, bland annat genom skillingtryck. Den tidigaste avskriften har daterats till 1766, men sången är sannolikt äldre. Melodins ursprung är okänt.

## Bakgrund
Bellman skrev tidigt enkla dryckesvisor med bibliskt motiv; detta var en sedan länge etablerad genre, och Noa var en vanlig huvudperson, baserat på Första Moseboken 9:20–21 där följande står att läsa: "Noa var åkerbrukare, han var den förste som anlade en vingård. När han drack av vinet blev han berusad och låg naken i sitt tält.". Bellman stöpte dock om genren, som mer kom att likna de religiösa betraktelsedikterna, där mottagarna förväntades meditera över en scen, skildrad i presens, och ta lärdom. I denna nya variant skildrades dock det bibliska materialet i dåtid, medan uppmaningarna till publiken fortfarande är i presens. Gubben Noach var troligen det första försöket i den nya stilen.

## Mottagande
Sången blev en stor succé, Bellmans dittills största, och ledde till att han försökte sig på fler sånger i liknande stil, till exempel Joakim uti Babylon efter bibelns berättelse om hans hustru Susanna i badet, En Potifars hustru och Ahasverus var så mäktig, av vilka dock ingen blev fullt lika stora framgångar. Flera av dessa samlades sedermera i Fredmans sånger som nummer 36–43.
Med viss rädsla för kyrkan valde Bellman att först publicera sina dryckesvisor med bibliskt motiv i skillingtryck med anonym upphovsman i hela landet. Dock visste de flesta, särskilt i huvudstaden, under denna tid vem textförfattaren var. År 1768 blev reaktionerna kraftiga i domkapitlet i Lund och genom ett brev till stiftets präster försökte man att samla in samtliga exemplar av Gubben Noach och liknande bibelparodier av Bellman för att få dem förstörda.

## Texten
Sången utspelar sig när Gamla testamentets Noa strandar på berget Ararat varefter han lät anlägga en vingård. Där tar dock den bibliska kopplingen slut. Istället skildras Noach som en fryntlig "gubbe" med enkla vanor som inte använder peruk, och dricker sitt vin i botten utan att bry sig om att skåla. Hans tillvaro framstår som enkel idyll, i samvaro med en tolerant "gumma" i en paradisisk ny värld. Han framställs också som människovän då han planterat vinrankor till allas glädje.
Sångens första strof
Gubben Noach, Gubben Noach

Var en hedersman, :||:

När han gick ur arken

Plantera han på marken

Mycket vin, ja mycket vin, ja

Detta gjorde han.

## Barnvisa

Jämförelse mellan Bellmans version och den något förenklade barnvisan.

En förenklad version, med delvis annan text, förekommer som barnvisa.
Text
Gubben Noak, gubben Noak

var en hedersman

När han gick ur arken

plantera han på marken

Gubben Noak, gubben Noak

var en hedersman.

Gubben Noak, gubben Noak

var en hedersman

När han skulle äta

tappa han potäta.

Gubben Noak, gubben Noak

var en hedersman.

etc.
Barnvisans melodi är också förenklad jämfört med Bellmans. Samma melodi används också till ringleken Björnen sover och sången Kom min lilla, nu vi vilja raskt till skolan gå.

## Inspelningar
- Flera tidiga skivinspelningar gjordes 1914.[8][9]